# Bertholdia crocea
Bertholdia crocea là một loài bướm đêm thuộc phân họ Arctiinae, họ Erebidae.